# Centrum Języka Państwowego
Centrum Języka Państwowego (łot. Valsts valodas centrs) – regulator w zakresie publicznego używania języka łotewskiego.
Został ustanowiony w 1992 r. i znajduje się w stolicy Łotwy – Rydze.